# Black Hornet PD-100
Die PD-100 Black Hornet ist eine Hubschrauberdrohne des norwegischen Herstellers Prox Dynamics, der 2016 durch FLIR Systems übernommen wurde. Sie ist das derzeit kleinste einsatzfähige unbemannte Fluggerät seiner Art auf dem Markt.

## Beschreibung
Nach mehreren Designstudien wurde für die PD-100 schließlich eine konventionelle Konfiguration mit Haupt- und Heckrotor gewählt. Sie wurde ursprünglich für Such- und Rettungsaufgaben entwickelt. Die Steuerung erfolgt entweder per Fernsteuerung oder autonom mittels vorprogrammierter Wegpunkte. Hierzu verfügt der Hubschrauber über einen GPS-Empfänger, Drehraten-, Beschleunigungs- und Drucksensoren. Die Nutzlast umfasst einen schwenkbaren elektrooptischen Sensor für Video- und Standbilder. Diese werden über einen digitalen Datenlink mit einer Reichweite von bis zu 1600 m zur Bodenstation übertragen. Im Falle eines Verlusts der Datenübertragung oder bei fast leeren Akkus kehrt das Fluggerät selbständig zum Startplatz zurück (Return-To-Home).
Die Bodenstation ist in einem Gehäuse untergebracht, das gleichzeitig zwei Hubschrauber während des Transports und einen internen Akku für deren Betrieb und zum Nachladen der Flugakkus enthält. Für den Betrieb wird sie um ein externes Display und den Controller erweitert.
Vom Hersteller wird das gesamte Drohnensystem, bestehend aus zwei Fluggeräten und der Bodenstation, als Personal Reconnaissance System bezeichnet, was zum Namen des Gesamtsystems PD-100 PRS führt. Das Gesamtsystem wiegt weniger als 1 kg und passt in einen Rucksack. Im Jahr 2017 gab der CEO von FLIR Systems, Andy Teich, ein Interview, bei dem das PD-100 Kit mit 50.000 USD taxiert wurde.

## Black Hornet 4 PRS
2023 brachte Teledyne FLIR die neueste Version auf den Markt, die Black Hornet 4 PRS (Personal Reconnaissance System).
- Gewicht Gesamtsystem: 1,3 kg
- Gesamtlänge Drohne 255 mm, Rotordurchmesser 190 mm, Drohnengewicht ca. 70 g
- 12 MP Kamera mit LED-Licht, 650 × 512 px Nachtsichtkamera; Videoübertragung in 1280 × 720 px, Schnappschuss 3024 × 4032 px, Nachtsichtvideo und -schnappschuss in 512 × 640 px
- Flugdauer > 30 Minuten
- Höchstgeschwindigkeit 36 km/h
- Reichweite der Datenverbindung > 2 km

## Nutzer
Bis 2016 hatten mehr als zehn Länder das System beschafft.

### Vereinigtes Königreich
Beim britischen Militär ist die Black Hornet seit Mai 2012 in Afghanistan im Einsatz. Am 4. Februar 2013 gab das britische Verteidigungsministerium bekannt, über den nationalen Partner Marlborough Communications 160 Systeme zum Preis von 20 Mio. £ (125.000 £/System) zu beschaffen.

### Deutschland
Die Bundeswehr schaffte das System 2016 für die verdeckte Aufklärung im Ortsbereich durch spezialisierte Kräfte des Heeres an. Der Vertrag umfasst die Beschaffung der Systeme sowie eine fünfjährige industriegestützte Nutzung, inklusive Ausbildung und Systembetreuung.

## Technische Daten
| Kenngröße             | Daten               |
| --------------------- | ------------------- |
| Rotordurchmesser      | 12 cm               |
| Rumpflänge            | 10 cm               |
| Rumpfbreite           | 2,5 cm              |
| Reichweite            | 1000 m (Sichtlinie) |
| Masse                 | 18 g                |
| Höchstgeschwindigkeit | 36 km/h             |
| Flugdauer             | bis 25 min          |